# Лосон (Мисури)
Лосон (енгл. Lawson) град је у америчкој савезној држави Мисури.

## Демографија
По попису из 2010. године број становника је 2.473, што је 137 (5,9%) становника више него 2000. године.
| Група             | 2000.         | 2010.         |
| Белци             | 2.271 (97,2%) | 2.390 (96,6%) |
| Афроамериканци    | 7 (0,3%)      | 3 (0,1%)      |
| Азијати           | 9 (0,4%)      | 4 (0,2%)      |
| Хиспаноамериканци | 18 (0,8%)     | 27 (1,1%)     |
| Укупно            | 2.336         | 2.473         |